# Bosgouet
Bosgouet és un municipi francès situat al departament de l'Eure i a la regió de Normandia. L'any 2007 tenia 581 habitants.

## Demografia

### Població
El 2007 la població de fet de Bosgouet era de 581 persones. Hi havia 230 famílies, de les quals 48 eren unipersonals (28 homes vivint sols i 20 dones vivint soles), 87 parelles sense fills, 79 parelles amb fills i 16 famílies monoparentals amb fills.
La població ha evolucionat segons el següent gràfic:
Habitants censats

### Habitatges
El 2007 hi havia 256 habitatges, 229 eren l'habitatge principal de la família, 12 eren segones residències i 15 estaven desocupats. 246 eren cases i 8 eren apartaments. Dels 229 habitatges principals, 182 estaven ocupats pels seus propietaris, 45 estaven llogats i ocupats pels llogaters i 3 estaven cedits a títol gratuït; 8 tenien dues cambres, 35 en tenien tres, 66 en tenien quatre i 120 en tenien cinc o més. 211 habitatges disposaven pel capbaix d'una plaça de pàrquing. A 93 habitatges hi havia un automòbil i a 126 n'hi havia dos o més.

### Piràmide de població
La piràmide de població per edats i sexe el 2009 era:
| Homes | Edats   | Dones |
| ----- | ------- | ----- |
| 0     | 95 o +  | 0     |
| 0     | 90 a 94 | 4     |
| 0     | 85 a 89 | 0     |
| 4     | 80 a 84 | 0     |
| 12    | 75 a 79 | 12    |
| 24    | 70 a 74 | 20    |
| 0     | 65 a 69 | 8     |
| 12    | 60 a 64 | 8     |
| 16    | 55 a 59 | 16    |
| 32    | 50 a 54 | 20    |
| 12    | 45 a 49 | 16    |
| 16    | 40 a 44 | 12    |
| 24    | 35 a 39 | 32    |
| 24    | 30 a 34 | 28    |
| 12    | 25 a 29 | 16    |
| 8     | 20 a 24 | 0     |
| 20    | 15 a 19 | 16    |
| 12    | 10 a 14 | 16    |
| 8     | 5 a 9   | 24    |
| 12    | 0 a 4   | 12    |

## Economia
El 2007 la població en edat de treballar era de 378 persones, 271 eren actives i 107 eren inactives. De les 271 persones actives 257 estaven ocupades (136 homes i 121 dones) i 14 estaven aturades (4 homes i 10 dones). De les 107 persones inactives 52 estaven jubilades, 29 estaven estudiant i 26 estaven classificades com a «altres inactius».

### Ingressos
El 2009 a Bosgouet hi havia 239 unitats fiscals que integraven 601,5 persones, la mediana anual d'ingressos fiscals per persona era de 19.186 €.

### Activitats econòmiques
Dels 15 establiments que hi havia el 2007, 1 era d'una empresa de fabricació d'altres productes industrials, 5 d'empreses de construcció, 3 d'empreses de comerç i reparació d'automòbils, 1 d'una empresa de transport, 1 d'una empresa d'hostatgeria i restauració, 2 d'empreses immobiliàries, 1 d'una entitat de l'administració pública i 1 d'una empresa classificada com a «altres activitats de serveis».
Dels 7 establiments de servei als particulars que hi havia el 2009, 1 era una autoescola, 1 paleta, 1 fusteria, 2 empreses de construcció, 1 perruqueria i 1 restaurant.
L'any 2000 a Bosgouet hi havia 25 explotacions agrícoles que ocupaven un total de 639 hectàrees.

## Equipaments sanitaris i escolars
El 2009 hi havia una escola elemental.

## Poblacions més properes
El següent diagrama mostra les poblacions més properes.